# 西尔维娅·曼里克
西尔维娅·曼里克（西班牙語：Silvia Manrique，1973年3月6日—），西班牙女子曲棍球运动员。她曾代表西班牙参加1992年和1996年夏季奥林匹克运动会曲棍球比赛，其中1992年奥运会获得一枚金牌。